# Francesco di Segna

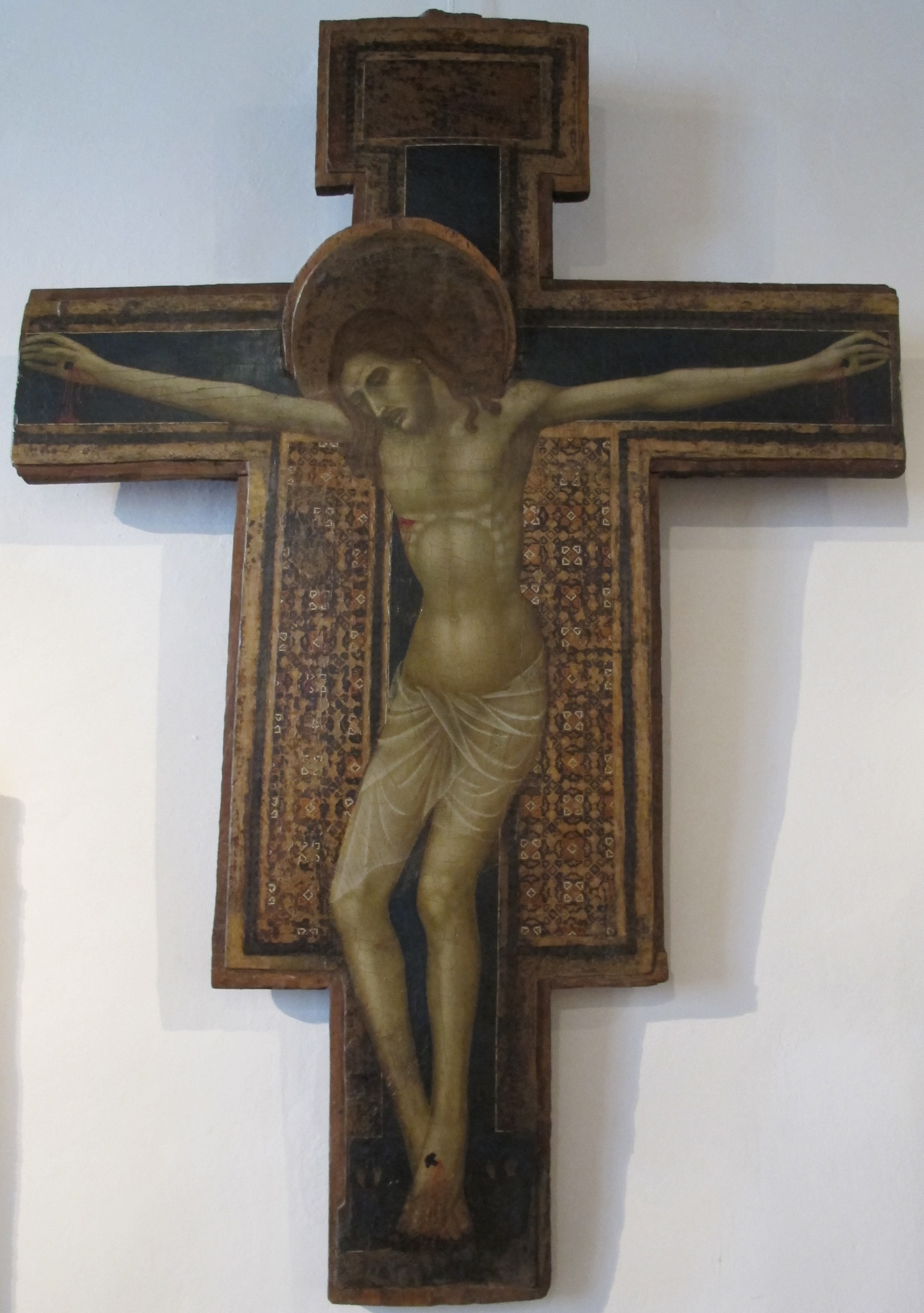
Geschilderd kruisbeeld

Francesco di Segna was een Italiaanse schilder afkomstig uit Siena die gerekend wordt tot de Sienese school. Hij was actief in Siena in het begin van de veertiende eeuw.

## Biografie
Francesco was een zoon van Segna di Bonaventura, ook een Sienese schilder, en hij had een broer Niccolò di Segna die ook schilderde. Hij kreeg zijn opleiding in het atelier van zijn vader en bij zijn grootoom Duccio di Buoninsegna. Hij werkte veel samen met zijn broer. Francesco wordt gerefereerd in documenten in Siena tussen 1328 en 1339. Hij was gehuwd met Nuta di Palamede.

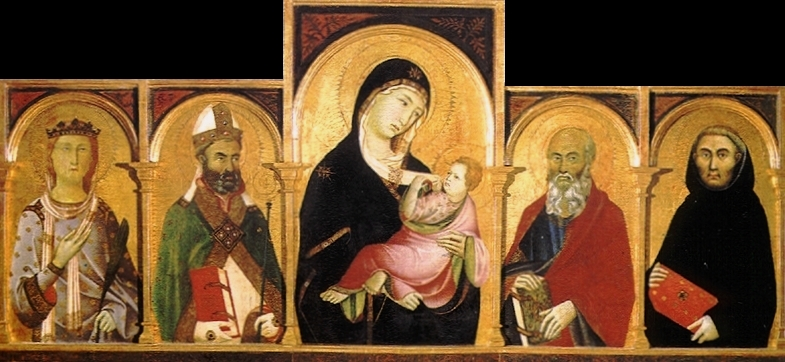
Madonna met Kind en heiligen, Museo Diocesano, Montalcino

## Werken
Hierbij enkele werken van Francesco di Segna.
- Kruisbeeld, beschilderd, Pinacoteca Nazionale, Siena
- Fresco’s, onder meer de kindermoord in Bethlehem, samen met zijn broer Niccolò en Pietro Lorenzetti in de Santa Maria dei servi, Siena.[4]
- Fresco van Santa Fina in de Santa Fina da San Gimignano[5]
- Fresco’s met verhalen uit het leven van San Leonardo.[6]
- Veelluik van de Madonna met Kind en heiligen, Museo Diocesano, Montalcino[2]
- Getroonde Madonna met kind en opdrachtgeefster, samen met zijn broer Niccolò, Museo da Lucignano[7]
- Veelluik van de verrijzenis, Duomo van Sansepolcro[8]

- Union List of Artist Names: 500062436
- Virtual International Authority File: 96105542